# Карл Ґарані
Карл, або Карло Ґарані  (італ. Carlo Garani, лат. Carolus Garani) — львівський громадський діяч італійського походження, доктор медицини. Міський лавник (1730—1731) та райця (1731—1747). Бурмистр Львова (1735), війт (1744). Походив з італійського міста Болоньї.

1752 року замовив у відомого художника Шимона Яремкевича серію із десяти портретів польських королів.
Був першим власником палацу на тодішньому Галицькому передмісті (теперішнього палацу Бесядецьких). На початках перебування Бернарда Меретина у Львові був його протектором; за проєктом архітектора близько 1756 року перебудовували палац доктора.